# Mattia Cattaneo
Mattia Cattaneo (* 25. Oktober 1990 in Alzano Lombardo) ist ein italienischer Radrennfahrer.

## Karriere
Cattaneo gewann bei den UCI-Straßen-Weltmeisterschaften der Junioren 2008 die Silbermedaille im Straßenrennen.
Im ersten Jahr in der U23 gewann Cattaneo 2009 das internationale U23-Rennen Gran Premio di Poggiana und konnte diesen Erfolg 2011 wiederholen. Ebenfalls 2011 gewann er den Girobio, die verkürzte U23-Version des Giro d’Italia und mit dem Gran Premio Capodarco sein erstes internationales Eliterennen.
Hierauf erhielt Cattaneo ab der Saison 2012 einen Vertrag beim UCI ProTeam Lampre-Merida, für das er Ende 2011 bereits als Stagiaire. Für diese Mannschaft bestritt er jeweils zweimal den Giro d’Italia und die Vuelta a España, wobei er jeweils eine dieser Grand Tours beenden konnte.
In den Saisons 2017 bis 2019 fuhr Cattaneo für das UCI Professional Continental Team Androni Giocattoli-Sidermec. Er gewann in dieser Zeit mit einer Etappe der Tour La Provence 2017 und dem Eintagesrennen Giro dell’Appennino seine ersten Wettbewerbe der ersten UCI-Kategorie. Außerdem wurde er 28. des Giro d’Italia 2019, bei dem er auch einen zweiten Etappenplatz belegte.
Zur Saison 2020 wechselte Cattaneo zum UCI WorldTeam Deceuninck-Quick-Step. Er wurde 17. der Vuelta a España 2020. Bei der Bergankunft der 9. Etappe der Tour de France 2021 wurde er Zweiter.

## Erfolge
2009
- Gran Premio di Poggiana

2011
- Gesamtwertung Girobio
- Gran Premio di Poggiana
- Gran Premio Capodarco

2012
- Ruota d’Oro

2017
- eine Etappe Tour La Provence

2019
- Giro dell’Appennino

2023
- eine Etappe Polen-Rundfahrt

2024
- Straßenradsport-Europameisterschaften (Einzelzeitfahren)

## Grand-Tour-Platzierungen
| Grand Tour            | 2013 | 2014 | 2015 | 2016 | 2017 | 2018 | 2019 | 2020 | 2021 | 2022 | 2023 | 2024 | 2025 |
| --------------------- | ---- | ---- | ---- | ---- | ---- | ---- | ---- | ---- | ---- | ---- | ---- | ---- | ---- |
| Giro d’ItaliaGiro     | DNF  | 64   | –    | –    | –    | 33   | 28   | –    | –    | –    | DNF  | –    | 44   |
| Tour de FranceTour    | –    | –    | –    | –    | –    | –    | –    | –    | 12   | 95   | –    | –    | DNF  |
| Vuelta a EspañaVuelta | –    | –    | DNF  | 102  | –    | –    | –    | 17   | –    | −    | 34   | 23   |      |